# マトリックス (DCコミックス)
マトリックス（英: Matrix）は、DCコミックスの出版するアメリカン・コミックス『スーパーマン』に登場する架空のスーパーヒロイン。ジョン・バーンによって創造され、1988年の"Superman vol.2 #16"で初登場した。

## 人物
スーパーマンがスーパーボーイの時期に死亡しヒーローが存在しない異次元世界「ポケット・ユニバース」のレックス・ルーサーによって生み出された人工生命体。容姿や記憶はラナ・ラングのものが施され、スーパーガールの姿で現れる。「ポケット・ユニバース」の地球ではゾッド将軍とその仲間のクリプトン人が地球を侵略し、人類は壊滅的な被害を受けており、レックス・ルーサーがスーパーマンの助力を求めて送り込んだのがマトリックスだった。
マトリックスはスーパーマンがいる地球へロケットで向かうが着陸の衝撃で北極に投げ出され、北極の調査員に救助される。意識を取り戻したマトリックスはまずスモールヴィルへ向かいジョナサン・ケントとマーサ・ケント夫妻と出会い、その後メトロポリスへ向かいスーパーマンと出会う。異次元世界「ポケット・ユニバース」へ戻りゾッド将軍と戦い満身創痍になりながらも生き延びるが、レックス・ルーサーも含めた人類が滅亡してしまったため、スーパーマンと共に「スーパーマンがいる世界」のスモールヴィルへ帰還する。